# Will Herring
William Ronald „Will“ Herring (* 28. August 1983 in Opelika, Alabama) ist ein ehemaliger US-amerikanischer American-Football-Spieler auf der Position des Linebackers. Er spielte acht Saisons in der National Football League (NFL).

## Spielerlaufbahn

### High School und College
Herring wurde als Sohn von Libba und Ron Herring geboren. Er hat zwei Geschwister und besuchte in Opelika die High School. Bei der dortigen Footballmannschaft spielte er als Quarterback. Von 2002 bis 2006 studierte er an der Auburn University. Im ersten Jahr kam er nicht in der Footballmannschaft des Colleges zum Einsatz. Bis 2005 spielte er zunächst als Safety und wurde 2006 zum Linebacker umgeschult. Von 2003 bis 2006 konnte Herring mit seinem Team in insgesamt vier Bowl-Spiele einziehen. Die Mannschaft konnte drei der Spiele gewinnen. Herring machte seinen Studienabschluss in Sportwissenschaft.

### NFL
Herring wurde 2007 von den Seattle Seahawks in der fünften Runde des NFL Draft an 161. Stelle ausgewählt. Er erhielt einen Vertrag über vier Jahre mit einem Einkommen von 1,828 Millionen US-Dollar. Die ersten beiden Spieljahre wurde Herring nur einmal als Starter in der Defense eingesetzt. Er spielte überwiegend in den Special Teams der Seahawks. Ab der Saison 2009 konnte er sich auch in der Defense etablieren.
In seinem ersten Spieljahr zog Herring mit den Seahawks in die Play-offs ein. Dort musste sich die von Mike Holmgren trainierte Mannschaft aber den Green Bay Packers mit 20:42 geschlagen geben. 2008 und 2009 konnten die Seahawks nicht in die Play-offs gelangen. Nach der Saison 2010 wechselte er zu den New Orleans Saints, wo er bis 2013 spielte. Bei der Dallas Cowboys unterschrieb er danach einen Einjahresvertrag, der jedoch frühzeitig aufgelöst wurde. Daraufhin unterschrieb er am 7. Oktober 2014 bei den Los Angeles Rams.